# Cinnamomum celebicum
Cinnamomum celebicum är en lagerväxtart som beskrevs av Friedrich Anton Wilhelm Miquel. Cinnamomum celebicum ingår i släktet Cinnamomum och familjen lagerväxter. Inga underarter finns listade i Catalogue of Life.